# Geografia Kambodży

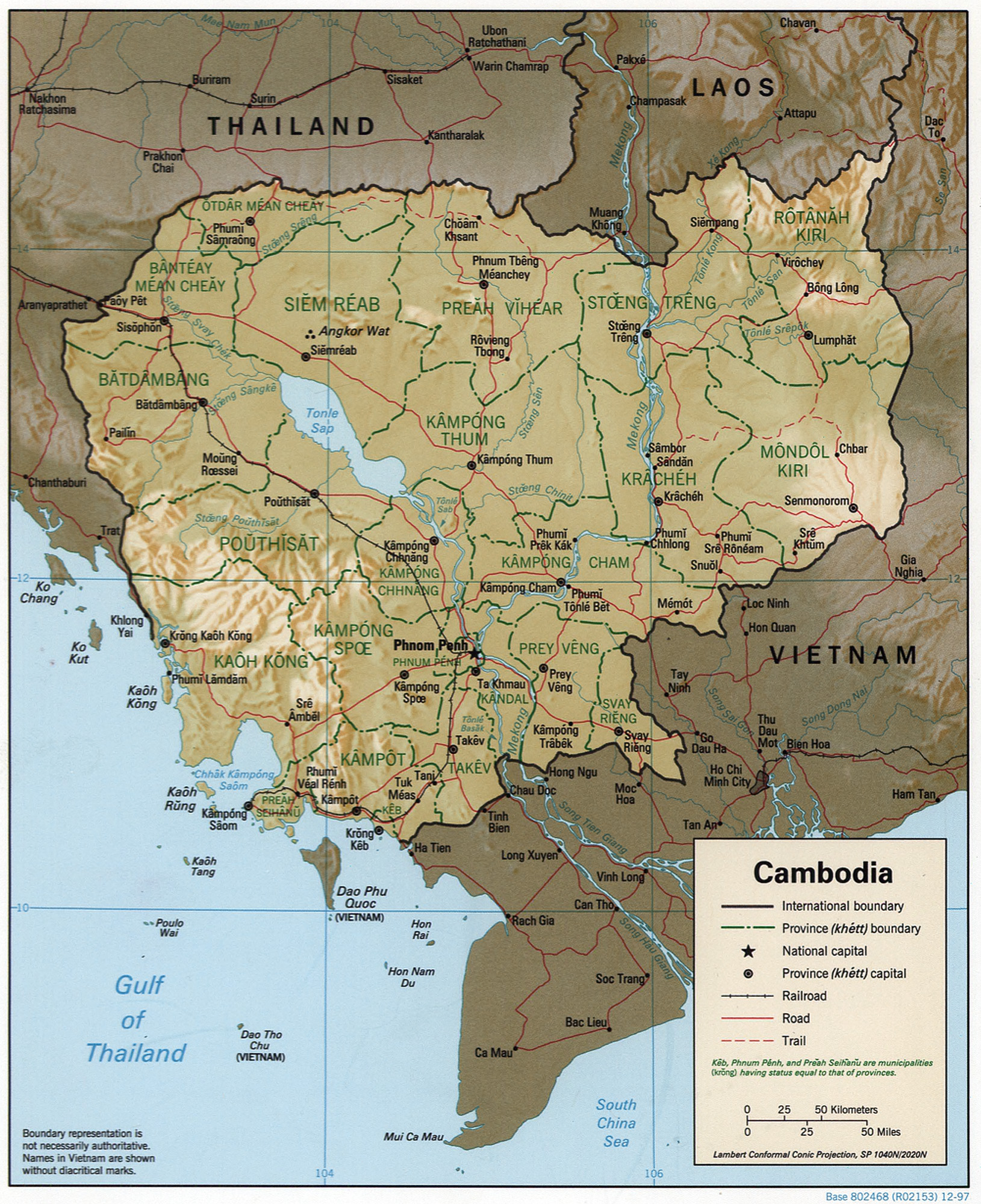
Mapa Kambodży

Kambodża jest niewielkim państwem leżącym w Azji Południowo-Wschodniej. Kraj ten, gdzie większość ludzi wyznaje buddyzm, należy do najuboższych krajów świata, gdzie podstawę gospodarki stanowi rolnictwo. Kambodża w swym okresie dziejowym zasłynęła z komunistycznych rządów tak zwanych Czerwonych Khmerów, kiedy to według niektórych szacunków w masowych egzekucjach zginęło nawet dwa miliony ludzi. Obecnie Kambodża jest stabilną politycznie monarchią konstytucyjną, gdzie funkcjonują zasady demokracji.

## Powierzchnia, położenie i granice
Powierzchnia – 181 035 km²
Położenie – kraj leży w Azji Południowo-Wschodniej na Półwyspie Indochińskim, nad Zatoką Tajlandzką.
Skrajne punkty – północny 15°00′N, południowy 10°50′N, zachodni 102°50′E, wschodni 107°50′E. Rozciągłość południkowa wynosi 460 km, a równoleżnikowa 570 km.
Kambodża graniczy z następującymi państwami:

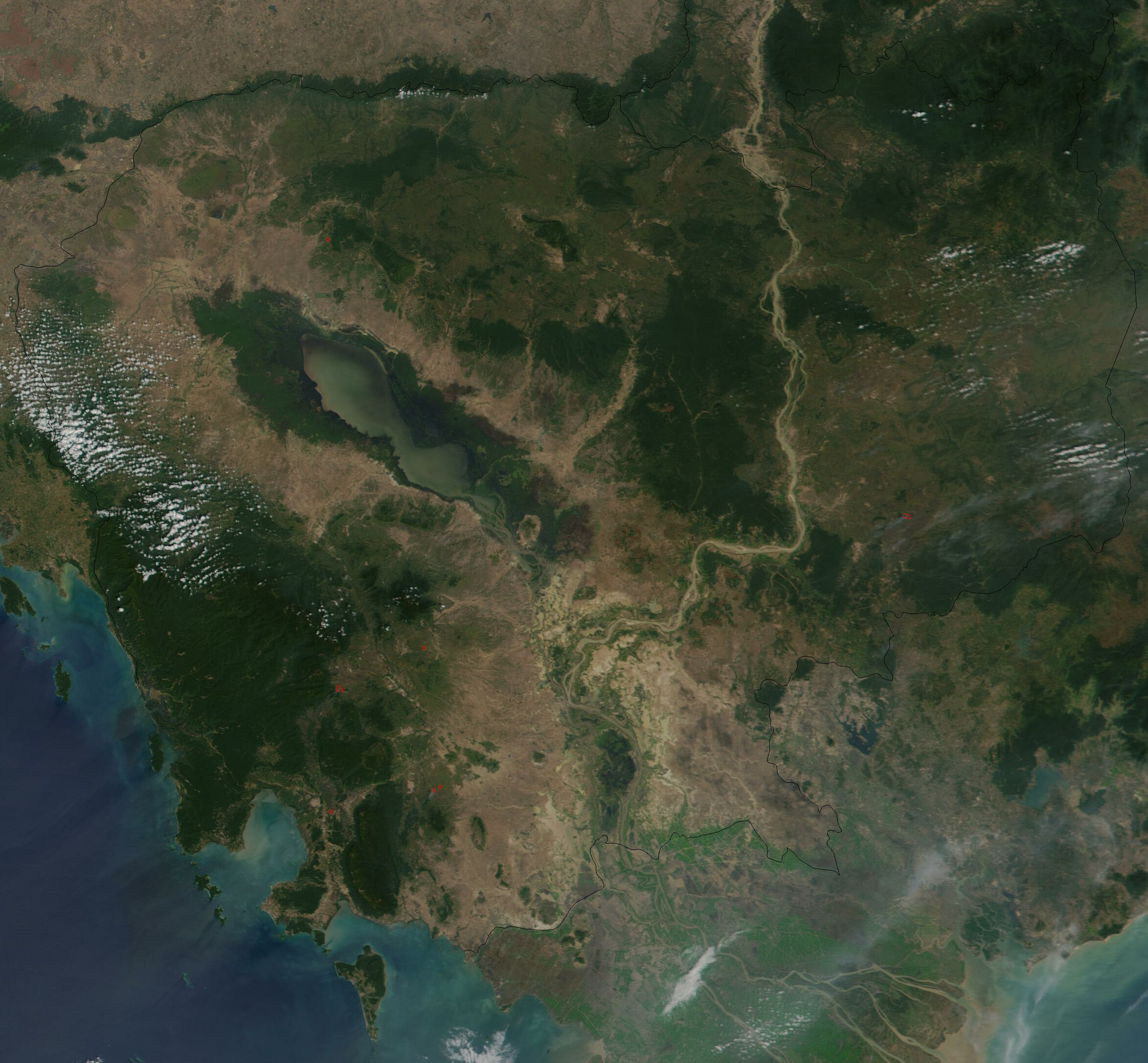
Obszar Kambodży widziany z kosmosu

- Tajlandia – 803 km
- Laos – 541 km
- Wietnam – 930 km

Linia brzegowa – 443 km

## Budowa geologiczna i rzeźba
Krajobraz Kambodży w trzech czwartych powierzchni ogólnej stanowi rozległa i nisko położona aluwialna nizina, zwana Niziną Mekongu. Obszar niziny obejmuje stare zapadlisko tektoniczne, które jeszcze na początku czwartorzędu stanowiło wielką zatokę morską, szeroko otwartą w kierunku Oceanu. Później wypiętrzanie tego obszaru, powodowane działalnością wulkaniczną, w połączeniu z odkładaniem aluwiów nanoszonych przez Mekong, odcięło tę zatokę od morza. Wysokość Niziny Mekongu nie przekracza 100 m n.p.m. Na jej obszarze miejscami wznoszą się izolowane wzgórza osiągając maksymalnie około 600 m n.p.m. Przez wschodnią część niziny przepływa główna rzeka kraju – Mekong, a w zachodniej części leży rozległe jezioro Tonle Sap, będące pozostałością wspomnianej zatoki. Na południowy wschód od równiny leży wierzchołek delty Mekongu, która rozciąga się na terytorium Wietnamu w kierunku Morza Południowochińskiego.
Nizinna równina oraz delta są otoczone pasmami górskimi. W południowo-zachodniej części leżą zrębowe Góry Kardamonowe oraz Góry Słonia. Na północy wzdłuż granicy z Tajlandią ciągną się Góry Dangrek. Góry Kardamonowe i Góry Słonia tworzą naturalną barierę fizycznogeograficzną ciągnącą się wzdłuż całego wybrzeża. W górach tych leży najwyższy szczyt kraju – Phnum Aôral o wysokości 1771 m n.p.m. Ciągnący się na północny wąski grzbiet Gór Dangrek to pasmo niewysokich wzniesień o średniej wysokości od 180 do 550 m n.p.m. Góry te stanowią naturalną, północną granicę kraju. Na wschód do Mekongu teren stopniowo podnosi się w kierunku Gór Annamskich. Pomiędzy obszarami górskimi a centralną równiną rozciąga się równinny obszar przejściowy o średniej wysokości nieprzekraczającej 200 m n.p.m. Wzdłuż wybrzeża Kambodży ciągną się małe przybrzeżne wyspy, gdzie największa z nich leży w Zatoce Kompong Som.

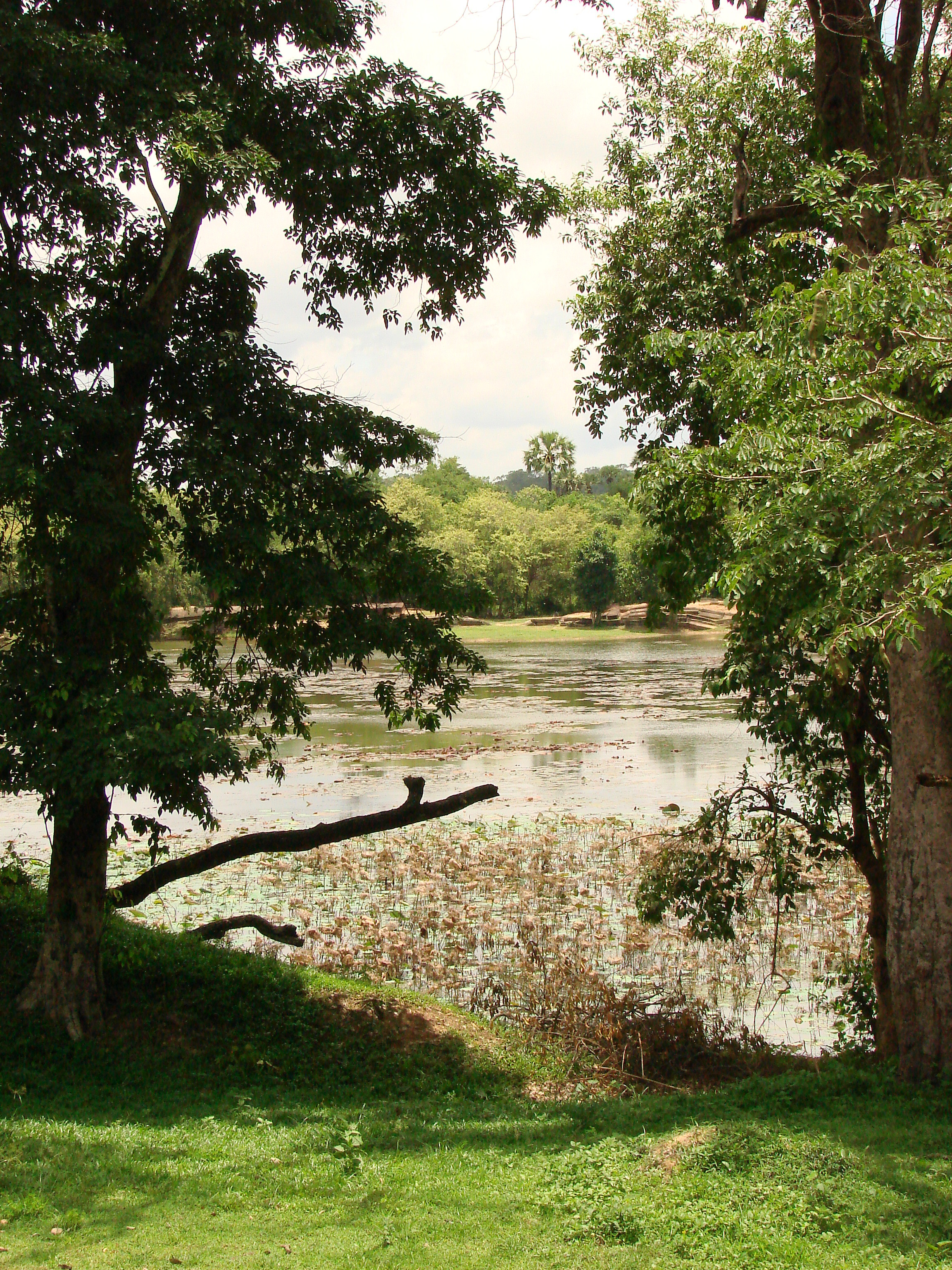
Roślinność tropikalna Kambodży

## Klimat
Kambodża leży w strefie klimatów gorących, a dokładnie zalicza się do klimatu zwrotnikowego o jego monsunowej odmianie. W kraju zaznacza się wyraźny podział na porę deszczową i suchą. Okres deszczy monsunowych przypada na miesiące letnie od połowy maja do połowy października. Wieją wtedy wiatry z południowego zachodu. W tym okresie wzrasta wilgotność powietrza, suma rocznych opadów osiąga 70%. W okresie pory suchej przypadającej na miesiące zimowe, wiatry wieją z kierunku północno-wschodniego, co oznacza niską wilgotność oraz sporadycznie występujące opady deszczu. Cechą tej pory jest także zmienne zachmurzenie.
Klimat Kambodży cechuje się wysokimi temperaturami. Na terenach nizinnych średnia roczna wynosi około 25 °C. Najcieplej jest przed nastaniem pory deszczowej, kiedy średnia wartość termiczna wynosi 28 °C, najchłodniejszy jest styczeń ze średnią temperaturą 22 °C. Obszary wyżej położone cechują się niższymi temperaturami, jednak ze względu na niezbyt wysokie pasma górskie, w Kambodży nie notuje się ujemnych temperatur. Najwyższe wartości, jak już wyżej wspomniano, notuje się przed nastaniem monsunu letniego; temperatury dochodzą wtedy do 38 °C.
Opady są wysokie, ale ich największe ilości przypadają na okres monsunu letniego. Wartości dochodzące do 5000 mm rocznie notuje się na stokach dowietrznych, a najniższe wartości przypadają na tereny centralne, gdzie w zależności od regionu opady wahają się od 750 do 1400 mm rocznie. Średnia roczna suma opadów wynosi od 1000 do 2000 mm. Obszary leżące na północy są bardziej suche, niż te leżące na południu. Wysokie opady notuje się także na wybrzeżu.

## Wody
Sieć rzeczna kraju jest dobrze rozwinięta, wszystkie rzeki w Kambodży są stałe, ale cechują się dużymi wahaniami swych wodostanów co wiąże się z nieregularnie występującymi opadami deszczu. Prawie cały obszar Kambodży należy do dorzecza Mekongu, a co za tym idzie do zlewiska Morza Południowochińskiego.
Dział wodny stanowią Góry Kardamonowe i Góry Słonia. Rzeki na wschodnich zboczach spływają do jeziora Tonle Sap, a na zachodzie do Zatoki Tajlandzkiej. Mekong jest osią hydrograficzną Kambodży, który płynie w kierunku południowym na odcinku około 500 km. Ważnym elementem hydrograficznym kraju jest jezioro Tonle Sap, tak zwane Wielkie Jezioro. Zbiornik ten ma powierzchnię 2600 km²
w porze suchej, natomiast w czasie deszczowej jego powierzchnia wzrasta do 10 400 km². Z Tonle Sap wypływa rzeka o tej samej nazwie, która podczas pory suchej płynie na południe w kierunku Mekongu. W czasie pory deszczowej nadmiar wody w Mekongu powoduje cofanie się wód rzeki w kierunku jeziora, które rozlewa się w centralnej części niziny. Jego głębokość wzrasta wówczas z 1–3 do 12 m. Z tego powodu zbiornik ten posiada jedne z najliczniejszych zasobów ryb słodkowodnych na świecie. Doroczne wylewy wód Mekongu przyczyniają się także do akumulacji żyznych aluwiów na terenie równiny centralnej. Inne większe rzeki to: Tonle Srepok, Tonle San, Stung Sen, Stung Sreng, Stung Chinit, Prek Chhlong, Sangke.

## Gleby
W Kambodży dominują czerwone gleby ferralitowe (ferralsole, akrisole, luwisole) występujące na terenach nizinych oraz żyzne gleby aluwialne (fluwisole), występujące m.in. w dolinach Mekongu i Tonle Sap. Na wyżej położonych terenach występują czerwonożółte laterytowe gleby wilgotnych lasów tropikalnych oraz czerwone gleby laterytowe okresowo wilgotnych lasów tropikalnych (czerwonożółte i czerwone gleby ferralitowe).

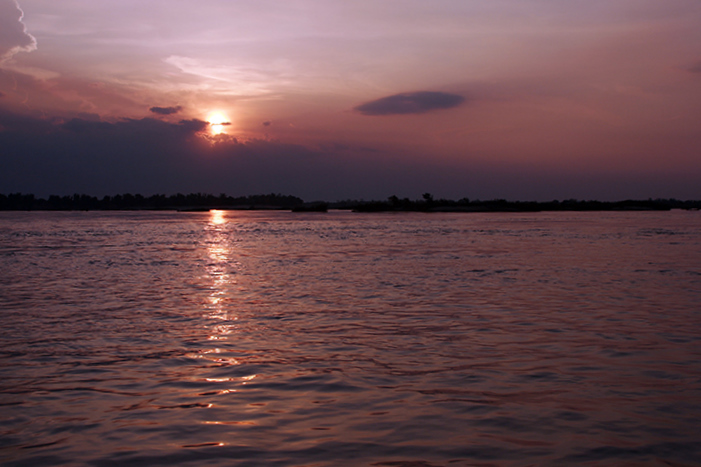
Dolny Mekong

## Flora
Naturalną szatę roślinną Kambodży stanowią niemal wyłącznie lasy, głównie formacje lasów tropikalnych wiecznie zielonych. Jeszcze w latach 60. XX w. lasy porastały około 75% powierzchni kraju. Dziś jednak lasów jest niewiele, ale wciąż zajmują one około 40% powierzchni. Tam gdzie rosły lasy tropikalne, teraz ich miejsce zajmują głównie pola ryżowe, a częściowo także tereny trawiaste i widne lasy wtórne. Równinne obszary przejściowe porasta sawanna o trawach dochodzących do 1,5 m wysokości.
W lasach tropikalnych Kambodży rosną cenne gatunki drzew, m.in. drzewa tekowe, kamforowe i sandałowe. Na północy kraju rosną lasy monsunowe, zrzucające liście w porze suchej. Górskie obszary na północy kraju, powyżej 800 m n.p.m. porośnięte są lasami sosnowymi, niżej zaś miejscami występują też wiecznie zielone lasy równikowe. Lasy tropikalne w Kambodży skupiają się głównie na południu kraju, a na wybrzeżu przechodzą w lasy i zarośla namorzynowe. Symbolem Kambodży są powszechnie występujące tzw. palmy cukrowe (Arenga pierzasta; Arenga pinnata), które wykorzystuje się jako surowiec budowlany oraz podstawowy składnik do wyrobu cukru, octu, lekarstw i wina. Drewno stanowi główny surowiec energetyczny kraju, dlatego środowisko naturalne zagrożone jest przez silne wylesianie.

## Fauna
Świat zwierząt jest typowy dla Regionu Indochińskiego. Z dużych ssaków żyją w Kambodży słonie indyjskie, tapiry czaprakowe, nosorożce sumatrzańskie, bawoły banteng i antylopy garna. Największymi drapieżnikami są tygrysy i lamparty, żyjące w lasach tropikalnych. Ssaki naczelne reprezentują takie gatunki, jak gibon, langur i makak. Wilgotne lasy zamieszkuje łasicolot malajski, ssak który potrafi lotem ślizgowym przemieszczać się z jednego drzewa na drugie. Poza nim żyje także kalong, który jest owadożernym nietoperzem.
Bogaty jest także świat ptaków ze względu na florę, jaką reprezentuje Kambodża. Szczególnie duża jest gatunków ptaków brodzących i kuraków. W kraju żyje też wiele gatunków gadów i płazów. Zwłaszcza wśród gadów liczne są gatunki węży, min. pytony siatkowe i tygrysie, oraz wiele mniejszych węży żyjących na drzewach lasów tropikalnych. Jak na obszary o klimacie gorącym i z dość dużym udziałem lasów, w Kambodży istnieją setki gatunków owadów, w tym jadowite pająki. W rzekach i w wodach Zatoki Tajlandzkiej występuje wiele gatunków ryb i skorupiaków.